# Z 5176-5182
Les automotrices Z 5176 à 5182 sont une petite sous-série de rames automotrices Z 5100 utilisée en France dans les années 1980 par la SNCF.

## Description
Cette sous-série est constituée en 1985 par transformation de six Z 5100 pour circulation sous 750 V avec captage par troisième rail.
La transformation, assez importante a consisté à :
- isoler un moteur sur deux dans les bogies pour alimenter celui qui reste en 750 V ;
- retirer la remorque intermédiaire ZR du fait de la réduction de puissance ;
- supprimer le pantographe ;
- équiper les bogies de frotteurs (issus de la récupération de ceux montés sur les Z 1400 et Z 1500) ;
- relier le frotteur sur le bogie à l'appareillage électrique en toiture ;
- supprimer les marchepieds et équiper les portes d'une palette unique ;
- supprimer la 1re classe sans réaménagement du compartiment.

Ces modifications rendaient l'opération définitive. A la fermeture de la ligne en 1993, les 6 éléments ont été radiés.

## Service
Les Z 5176 à 82 ont assuré les dernières années du service de la ligne de Puteaux à Issy-Plaine, en banlieue parisienne. En effet, à la fin de la carrière des rames Standard (Z 1400 et Z 1500), il n'existait aucun matériel apte à les remplacer. En attendant une éventuelle solution pérenne à l'exploitation de cette petite ligne au trafic moyen, et isolée (c'était la seule et dernière ligne alimentée par troisième rail), six rames Z 5100 ont été choisies pour effectuer le remplacement, en subissant plusieurs modifications au préalable. 
Il a également été envisagé d'utiliser une nouvelle série d'automotrices d'aspect extérieur similaire aux Z 8100 et disposant de frotteurs de captage du 750 V dénommée MI 88, et qui auraient assuré la liaison La Défense - Issy-Plaine.
Ce service particulier a pris fin le 21 Mai 1993 au démarrage des travaux de transformation de la ligne, qui est devenue en Juillet 1997 la ligne 2 du tramway d'Île-de-France, dont l’exploitation est confiée à la RATP, entre la Défense et Issy-Val de Seine.

## Automotrices particulières
- Z 5179 : radiée dès 1989 à la suite d'une avarie jugée irréparable ;
- Z 5176 : remplace la Z 5179 avariée après modification en 1989.

## Préservation
- Z 5177 + ZRx 15177 : anciennement préservée par l'association Métro.